# AAPT Championships 2004 - Qualificazioni singolare
Le qualificazioni del singolare  dell'AAPT Championships 2004 sono state un torneo di tennis preliminare per accedere alla fase finale della manifestazione. I vincitori dell'ultimo turno sono entrati di diritto nel tabellone principale. In caso di ritiro di uno o più giocatori aventi diritto a questi sono subentrati i lucky loser, ossia i giocatori che hanno perso nell'ultimo turno ma che avevano una classifica più alta rispetto agli altri partecipanti che avevano comunque perso nel turno finale.
Le qualificazioni del torneo AAPT Championships 2004 prevedevano 32 partecipanti di cui 4 sono entrati nel tabellone principale.

## Teste di serie
1. Assente
2. Tomas Behrend (primo turno)
3. Richard Gasquet (ultimo turno)
4. Nicolas Mahut (secondo turno)

1. Joachim Johansson (secondo turno)
2. Alex Bogomolov Jr. (primo turno)
3. Kristof Vliegen (primo turno)
4. Giovanni Lapentti (primo turno)

## Qualificati
1. Julien Benneteau
2. Stan Wawrinka

1. Michaël Llodra
2. Daniel Elsner

## Tabellone

### Legenda
| - Q = Qualificato - WC = Wild card - LL = Lucky loser | - ALT = Alternate - SE = Special Exempt - PR = Protected Ranking | - w/o = Walkover - r = Ritirato - d = Squalificato |

### Sezione 1
|  | Primo turno          | Primo turno          | Primo turno          | Primo turno | Primo turno |  |  | Secondo turno        | Secondo turno        | Secondo turno        | Secondo turno | Secondo turno |   |   | Ultimo turno     | Ultimo turno     | Ultimo turno | Ultimo turno | Ultimo turno |  |
|  |                      |                      |                      |             |             |  |  |                      |                      |                      |               |               |   |   |                  |                  |              |              |              |  |
|  | Sébastien de Chaunac | Sébastien de Chaunac | Sébastien de Chaunac | 6           | 7           |  |  |                      |                      |                      |               |               |   |   |                  |                  |              |              |              |  |
|  | Tomáš Cakl           | Tomáš Cakl           | Tomáš Cakl           | 4           | 5           |  |  | Sébastien de Chaunac | Sébastien de Chaunac | Sébastien de Chaunac | 4             | 4             |   |   |                  |                  |              |              |              |  |
|  | Julien Benneteau     | Julien Benneteau     | 64                   | 6           | 6           |  |  | Julien Benneteau     | Julien Benneteau     | Julien Benneteau     | 6             | 6             |   |   |                  |                  |              |              |              |  |
|  | Andrew Derer         | Andrew Derer         | 7                    | 3           | 4           |  |  |                      |                      |                      |               |               |   |   | Julien Benneteau | Julien Benneteau | 2            | 6            | 6            |  |
|  | Michel Kratochvil    | Michel Kratochvil    | Michel Kratochvil    | 6           | 7           |  |  |                      |                      | Björn Phau           | Björn Phau    | 6             | 1 | 2 |                  |                  |              |              |              |  |
|  | Takao Suzuki         | Takao Suzuki         | Takao Suzuki         | 2           | 5           |  |  | Michel Kratochvil    | Michel Kratochvil    | Michel Kratochvil    | 4             | 0r            |   |   |                  |                  |              |              |              |  |
|  |                      | Björn Phau           | Björn Phau           | 6           | 6           |  |  | Björn Phau           | Björn Phau           | Björn Phau           | 6             | 3             |   |   |                  |                  |              |              |              |  |
|  | 6                    | Alex Bogomolov Jr.   | Alex Bogomolov Jr.   | 3           | 4           |  |  |                      |                      |                      |               |               |   |   |                  |                  |              |              |              |  |

### Sezione 2
|  | Primo turno       | Primo turno       | Primo turno       | Primo turno | Primo turno |  |  | Secondo turno     | Secondo turno     | Secondo turno     | Secondo turno     | Secondo turno |   |   | Ultimo turno  | Ultimo turno  | Ultimo turno | Ultimo turno | Ultimo turno |  |
|  |                   |                   |                   |             |             |  |  |                   |                   |                   |                   |               |   |   |               |               |              |              |              |  |
|  |                   | Igor' Kunicyn     | Igor' Kunicyn     | 6           | 6           |  |  |                   |                   |                   |                   |               |   |   |               |               |              |              |              |  |
|  | 2                 | Tomas Behrend     | Tomas Behrend     | 4           | 3           |  |  | Igor' Kunicyn     | Igor' Kunicyn     | 7                 | 3                 | 2             |   |   |               |               |              |              |              |  |
|  | Stan Wawrinka     | Stan Wawrinka     | 4                 | 6           | 6           |  |  | Stan Wawrinka     | Stan Wawrinka     | 5                 | 6                 | 6             |   |   |               |               |              |              |              |  |
|  | Petr Kralert      | Petr Kralert      | 6                 | 1           | 2           |  |  |                   |                   |                   |                   |               |   |   | Stan Wawrinka | Stan Wawrinka | 64           | 7            | 6            |  |
|  | Frédéric Niemeyer | Frédéric Niemeyer | Frédéric Niemeyer | 6           | 6           |  |  |                   |                   | Frédéric Niemeyer | Frédéric Niemeyer | 7             | 5 | 4 |               |               |              |              |              |  |
|  | Peter Luczak      | Peter Luczak      | Peter Luczak      | 3           | 3           |  |  | Frédéric Niemeyer | Frédéric Niemeyer | Frédéric Niemeyer | 6                 | 6             |   |   |               |               |              |              |              |  |
|  |                   | Alexander Peya    | Alexander Peya    | 6           | 6           |  |  | Alexander Peya    | Alexander Peya    | Alexander Peya    | 1                 | 2             |   |   |               |               |              |              |              |  |
|  | 8                 | Giovanni Lapentti | Giovanni Lapentti | 4           | 1           |  |  |                   |                   |                   |                   |               |   |   |               |               |              |              |              |  |

### Sezione 3
|  | Primo turno    | Primo turno     | Primo turno     | Primo turno | Primo turno |  |  | Secondo turno  | Secondo turno   | Secondo turno  | Secondo turno  | Secondo turno  |   |   | Ultimo turno | Ultimo turno    | Ultimo turno    | Ultimo turno | Ultimo turno |  |
|  |                |                 |                 |             |             |  |  |                |                 |                |                |                |   |   |              |                 |                 |              |              |  |
|  | 3              | Richard Gasquet | Richard Gasquet | 6           | 6           |  |  |                |                 |                |                |                |   |   |              |                 |                 |              |              |  |
|  |                | Gastón Etlis    | Gastón Etlis    | 3           | 1           |  |  | 3              | Richard Gasquet | 7              | 3              | 6              |   |   |              |                 |                 |              |              |  |
|  | Todd Larkham   | Todd Larkham    | Todd Larkham    | 7           | 6           |  |  |                | Todd Larkham    | 63             | 6              | 4              |   |   |              |                 |                 |              |              |  |
|  | Alun Jones     | Alun Jones      | Alun Jones      | 5           | 4           |  |  |                |                 |                |                |                |   |   | 3            | Richard Gasquet | Richard Gasquet | 3            | 2            |  |
|  | Michaël Llodra | Michaël Llodra  | Michaël Llodra  | 7           | 6           |  |  |                |                 |                | Michaël Llodra | Michaël Llodra | 6 | 6 |              |                 |                 |              |              |  |
|  | Lu Yen-hsun    | Lu Yen-hsun     | Lu Yen-hsun     | 64          | 3           |  |  | Michaël Llodra | Michaël Llodra  | Michaël Llodra | 6              | 7              |   |   |              |                 |                 |              |              |  |
|  |                | Chris Guccione  | Chris Guccione  | 6           | 6           |  |  | Chris Guccione | Chris Guccione  | Chris Guccione | 3              | 64             |   |   |              |                 |                 |              |              |  |
|  | 7              | Kristof Vliegen | Kristof Vliegen | 3           | 4           |  |  |                |                 |                |                |                |   |   |              |                 |                 |              |              |  |

### Sezione 4
|  | Primo turno   | Primo turno       | Primo turno       | Primo turno | Primo turno |  |  | Secondo turno | Secondo turno     | Secondo turno     | Secondo turno | Secondo turno |   |   | Ultimo turno  | Ultimo turno  | Ultimo turno  | Ultimo turno | Ultimo turno |  |
|  |               |                   |                   |             |             |  |  |               |                   |                   |               |               |   |   |               |               |               |              |              |  |
|  | 4             | Nicolas Mahut     | 63                | 7           | 2           |  |  |               |                   |                   |               |               |   |   |               |               |               |              |              |  |
|  |               | Arvind Parmar     | 7                 | 5           | 0r          |  |  | 4             | Nicolas Mahut     | Nicolas Mahut     | 65            | 1             |   |   |               |               |               |              |              |  |
|  | Daniel Elsner | Daniel Elsner     | Daniel Elsner     | 6           | 6           |  |  |               | Daniel Elsner     | Daniel Elsner     | 7             | 6             |   |   |               |               |               |              |              |  |
|  | Marc López    | Marc López        | Marc López        | 3           | 1           |  |  |               |                   |                   |               |               |   |   | Daniel Elsner | Daniel Elsner | Daniel Elsner | 6            | 6            |  |
|  | Jeff Morrison | Jeff Morrison     | Jeff Morrison     | 6           | 7           |  |  |               |                   | Jeff Morrison     | Jeff Morrison | Jeff Morrison | 4 | 2 |               |               |               |              |              |  |
|  | Jaymon Crabb  | Jaymon Crabb      | Jaymon Crabb      | 3           | 65          |  |  |               | Jeff Morrison     | Jeff Morrison     | 7             | 6             |   |   |               |               |               |              |              |  |
|  | 5             | Joachim Johansson | Joachim Johansson | 6           | 6           |  |  | 5             | Joachim Johansson | Joachim Johansson | 64            | 3             |   |   |               |               |               |              |              |  |
|  |               | Simon Larose      | Simon Larose      | 2           | 1           |  |  |               |                   |                   |               |               |   |   |               |               |               |              |              |  |